# Jan Štěrba (politik)
Jan Štěrba (* 4. května 1938 Kunovice) je bývalý český a československý politik KSČ, v letech 1987–1989 ministr zahraničního obchodu ČSSR.

## Biografie
Pochází z malozemědělské rodiny. Od roku 1953 pracoval v podniku Let Kunovice. Absolvoval večerní průmyslovou školu leteckou a od roku 1957 pracoval jako konstruktér. Následně roku 1969 dálkově vystudoval VŠE v Praze a navíc roku 1981 dokončil postgraduální studium Vysoké školy politické ústředního výboru Komunistické strany Československa v Praze. Od roku 1960 trvale pracoval v podniku zahraničního obchodu Strojimport na různých postech, od referenta po ředitele obchodní skupiny. Byl také obchodním delegátem v NDR. V roce 1976 se stal náměstkem generálního ředitele a roku 1985 generálním ředitelem Strojimportu. Členem KSČ byl od roku 1958. K roku 1987 se uvádí jako člen Obvodního výboru KSČ Praha 3 a spolupracovník Ústředního výboru Komunistické strany Československa. ÚV KSČ ho na svém 7. zasedání jmenoval za člena národohospodářské komise. Roku 1985 získal Vyznamenání Za vynikající práci.
Do funkce ministra zahraničního obchodu ČSSR nastoupil 28. prosince 1987 v páté vládě Lubomíra Štrougala. Portfolio si podržel i v následující šesté vládě Lubomíra Štrougala i vládě Ladislava Adamce do 3. prosince 1989.
V roce 1995 se uvádí jako generální ředitel firmy Tradeinvest, a.s., která obchodovala například s Filipínami. V roce 1994 byl zvolen do představenstva firmy ČKD.